# 糾舉權
糾舉權，是監察院監察委員對認為有違法或失職行為之公務人員，得予以書面停止該員職權行使或其他急速處份之裁決權。本質為公務人員在被交付懲戒或在刑事訴訟程序進行中所採行的一種先行處置，避免該員利用本身職權妨礙懲戒或刑事訴訟調查與進行。糾舉並非懲戒處份，較類似法律保全行為。
糾舉權之法源出於《監察法》第三章第十九條：

監察委員對於公務人員認為有違法或失職之行為，應先予停職或其他急速處分時，得以書面糾舉，經其他監察委員三人以上之審查及決定，由監察院送交被糾舉人員之主管長官或其上級長官；其違法行為涉及刑事或軍法者，應逕送各該管司法或軍法機關依法辦理。

監察委員於分派執行職務之該管監察區內，對薦任以下公務人員提議糾舉案於監察院，必要時得通知該主管長官或其上級長官予以注意。

上開法條中所述「停職」，即停止該公務員職權行使，為在《公務員懲戒法》第四條規定：

公務員懲戒委員會對於受移送之懲戒案件，認為情節重大，有先行停止職務之必要者，得通知該管主管長官，先行停止被付懲戒人之職務。
主管長官對於所屬公務員，依第十九條之規定送請監察院審查或公務員懲戒委員會審議而認為情節重大者，亦得依職權先行停止其職務。